# خيضل
خَيْضَل (الاسم العلمي: Montifringilla)، جنس طيور من فصيلة عصفور الدوري. توجد في السلاسل الجبلية لجنوب أوراسيا، من جبال البرانس شرقًا إلى جبال الهملايا و التبت وغرب الصين.